# Arthur Bourchier
Arthur Bourchier (22 de junio de 1863 - 14 de septiembre de 1927) fue un actor y director teatral inglés.  

## Biografía
Nacido en Speen, Berkshire, Inglaterra, era el único hijo de Fanny Farr y el Capitán Charles John Bourchier. Estudió en el Colegio Eton, donde jugaba al críquet, y en la Universidad de Oxford. En Oxford actuó con un grupo amateur llamado la Philothespian Society, con los cuales interpretó a Shylock en El mercader de Venecia.  Con el apoyo del vicecanciller Benjamín Jowett, Bourchier fundó la Oxford University Dramatic Society. Con la OUDS, Bourchier interpretó a Hotspur, Falstaff, Feste, La Muerte (en Alcestis), y Bruto en el César de Harry Brodribb Irving.

### Carrera inicial
La primera actuación profesional de Bourchier fue junto a Lillie Langtry en 1889, interpretando a Jaques en Como gustéis. También trabajó con Charles Wyndham en el Teatro Criterion y viajó a los Estados Unidos para actuar con la compañía de Augustin Daly, para quien más adelante interpretó el papel de Robin Hood en la obra de Alfred Tennyson The Foresters, en su estreno londinense. En 1893 trabajó con Violet Vanbrugh, hermana mayor de Irene Vanbrugh, en la producción de Daly Love in Tandem, en el Teatro Daly de Londres. Los dos se casaron al año siguiente y tuvieron una hija, Prudence Bourchier (nacida en 1902), que también fue actriz, con el nombre artístico de Vanbrugh.
En 1895 Bourchier se hizo arrendatario del Teatro Royalty, y Violet Vanbrugh pasó a ser su primera actriz en muchas producciones, incluyendo The Chili Widow (representada en más de 300 ocasiones), Mr and Mrs, Monsieur de Paris y The Queen's Proctor. Bourchier, Vanbrugh y su hermana Irene viajaron por los Estados Unidos a partir de 1897. De vuelta a Inglaterra, Vanbrugh interpretó el primer papel de Teresa, obra que él produjo en el Metropole.
En asociación con Charles Wyndham, en 1900 produjo en el Criterion His Excellency the Governor, Lady Huntworth’s Experiment, The Noble Lord, y Mamma. En septiembre de 1900 también fue arrendatario del Teatro Garrick. En los siguientes seis años bajo su dirección, se produjeron en el Garrick diferentes obras protagonizadas por él mismo y por Vanbrugh, incluyendo The Bishop's Move, My Lady Virtue, Whitewashing Julia, The Arm of the Law y la pieza escrita por W. S. Gilbert The Fairy's Dilemma (1904). Su versión de The Walls of Jericho, de Alfred Sutro, en 1904, se representó en 423 ocasiones.
Bourchier y Vanbrugh actuaron ante el rey Eduardo VII del Reino Unido en noviembre de 1902 interpretando Dr Johnson, en Sandringham House, y en noviembre de 1905 con El mercader de Venecia  en el Castillo de Windsor. Hicieron una gira en 1908 con John Glayde's Honour. En 1910 Bourchier se unió a Herbert Beerbohm Tree en el Teatro Her Majesty, interpretando papeles en obras de Shakespeare como El sueño de una noche de verano, Julio César, Noche de reyes y Las alegres comadres de Windsor. Tuvo un notable éxito con el papel principal de Enrique VIII, junto a Tree y Vanbrugh, tras lo cual intervino en febrero de 1911 en una versión cinematográfica muda de la misma obra interpretada por Tree. En 1913 Bourchier y Vanbrugh produjeron en Alemania un film sobre la obra teatral Macbeth.

### Últimos años
Bourchier volvió a dirigir el Garrick en 1912 durante dos años. En 1913 actuó en una reposición de London Assurance en beneficio de King George's Actors, junto a otros actores, como Tree, Henry Ainley, Charles Hawtrey, Weedon Grossmith y Marie Tempest. En 1916 volvió a interpretar a Bruto en Julio César, en el Teatro Royal de Drury Lane, con ocasión del tercer centenario de Shakespeare, junto a los actores Frank Benson, H. B. Irving y Henry Ainley. El mismo año tomó la dirección del Teatro His Majesty. En 1917, hizo el papel de "Old Bill", personaje creado por Bruce Bairnsfather, en una adaptación teatral llamada The Better 'Ole, y representada en más de 800 ocasiones en el Oxford Music Hall.
Bourchier y Vanbrugh siguieron interpretando a Shakespeare y a otros autores a lo largo de la Primera Guerra Mundial, pero su matrimonio se estaba desmoronando. Hicieron una gira juntos en 1916, pero después se separaron, divorciándose en 1918. Bourchier volvió a casarse en 1918, con una actriz mucho más joven que él, Violet Marion Kyrle Bellew. Bourchier dirigió el Teatro Novello entre 1919 y 1923. Ahí, en 1922, actuó como Long John Silver en la adaptación de J. B. Fagan de La isla del tesoro. Hizo una gira con la obra en 1923, representándola en el Strand al año siguiente. En 1921 actuó en el film de Hugh Ford The Great Day.
En sus últimos años Bourchier se dedicó a la política, escribiendo un panfleto para el Partido Laborista Independiente en 1926 en "Art and Culture in Relation to Socialism". En el momento de su muerte había sido seleccionado como candidato a parlamentario para el Partido Laborista en representación de Gloucester.
En su último año de vida Bourchier embarcó a una gira por Sudáfrica. En ese país enfermó de neumonía, falleciendo en Johannesburgo en 1927.